# 橋和駅
橋和駅（きょうわえき）は台湾新北市中和区にある台北捷運環状線の駅。橋和路と中山路一段に挟まれた板南路に位置する(p164)。ホーム以外に設定される駅空間のテーマカラーは「■転換（棕、Pantone470C）」(p91)。

## 歴史
- 2011年5月25日 - 起工[3]
- 2019年12月 - 開業予定[4]。
- 2020年
  - 1月19日 - 時間帯限定で無料試乗開始[5]
  - 1月31日 - 開業（10時式典、14時運行開始、2月末までは無料）[6][7]。
- 2023年
  - 1月30日、台北捷運公司が請け負っていた環状線西環段の運営委託契約が満了し、翌日付で資産は新北市側に移転（2期延伸時に改めて全区間の運営権がどちらかに一本化されるまでの暫定処置）したが[8]、本路線の移管には交通部の承認が必要なため、実際の移管完了にはさらに半年程度を要することとなった[9]。
  - 5月23日、環状線西環段の運営権について、台北捷運公司から新北捷運公司への移管作業が正式に完了し、交通部の承認も下った[10]。

## 駅構造
2層式単式ホーム2面2線の高架駅(p146)。フルスクリーンタイプのホームドア設置駅(pp157)。
板南路と中山路二段の交差点北側、路面幅20メートルの板南路上に幅9.06メートル、全長121.8メートルの駅舎があり、ホーム長は約80メートル。
出口は東側に1ヶ所が共同開発ビルと一体化して設置される(pp164-165)。

### 駅階層
|           |                             |                                           |
| 地上 五階 | 単式ホーム 左側のドアが開く | 単式ホーム 左側のドアが開く               |
| 地上 五階 | 2番ホーム                   | ← 環状線 大坪林方面（中和駅）→            |
| 地上 三階 | コンコース層                | コンコース、窓口、自動券売機、改札口      |
| 地上 三階 | 単式ホーム 右側のドアが開く |                                           |
| 地上 三階 | 1番ホーム                   | ← 環状線 板橋・新北産業園区方面（中原駅） |
| 地上 二階 | 通道層                      | 地上通路                                  |
| 地面      |                             |                                           |
| 地上      | 出入口                      |                                           |

### 駅出口
- 出口1：板南路

## 利用状況
| 年   | 年間    | 年間    | 年間      | 年間   | 1日平均 | 1日平均 |
| 年   | 乗車    | 下車    | 乗降車計  | 出典   | 乗車    | 乗降車  |
| ---- | ------- | ------- | --------- | ------ | ------- | ------- |
| 2020 | 539,967 | 547,052 | 1,087,019 | [ 11 ] | 1,552   | 3,124   |
| 2021 | 567,249 | 565,694 | 1,132,943 | [ 11 ] | 1,554   | 3,104   |
| 2022 | 697,502 | 692,319 | 1,389,821 | [ 11 ] | 1,911   | 3,808   |

## 駅周辺
- MSI
- 遠東中和工業区
- 好市多（コストコ）中和店
- 中華郵政中和中山路郵局
- 中和保養廠（大都会客運中和站）
- YouBike（新北市公共自転車（中国語版））捷運橋和駅

## 隣の駅
新北捷運
 環状線
中和駅 Y12 - 橋和駅 Y13 - 中原駅 Y14

### 註釈
1. ↑  平均は1/19からの348日で算出